# Jižanská gotika

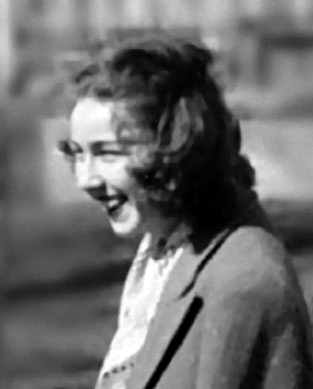
Flannery O'Connorová

Jižanská gotika (anglicky: Southern Gothic) je specificky americký kulturní žánr. Má své projevy v literatuře, hudbě i filmu. Jde vlastně o subžánr gotična, jehož klasické prvky jižanská gotika kombinuje a prolíná se specifickými kulturními rysy amerického jihu. V literatuře a filmu patří k charakteristickým rysům žánru pochybné, znepokojivé nebo excentrické postavy, které někdy trpí fyzickými deformacemi nebo šílenstvím. Typická jsou zchátralá nebo opuštěná prostředí. Podivno může přecházet až do groteskna. Zobrazován je rasismus, bezcitné násilí či náboženský extremismus, ovšem s jistým odstupem, nebo dokonce s černým humorem. Americký jih bývá jak dějištěm děl, tak domovem jejich autorů. Zárodky žánru někteří hledají již u Marka Twaina nebo Edgara Allana Poea, ale bývá spojován především s autory 20. století. Pojem zavedla jako pejorativní v roce 1935 spisovatelka Ellen Glasgowová, když kritizovala díla svých kolegů, jako byli Erskine Caldwell nebo William Faulkner. Hanila je za zobrazování „bezcílného násilí“ a „fantastických nočních můr“. Konotace pojmu byly zprvu tak negativní, že se někteří autoři označení jižanská gotika ostře bránili – jako například Eudora Weltyová. Krom uvedených bývají za představitele jižanské gotiky označování John Kennedy Toole, Tennessee Williams, Truman Capote, Flannery O'Connorová, Harper Leeová, Carson McCullersová nebo Zora Neale Hurstonová. Ve filmu jsou to kupříkladu dramata Zběsilost v srdci a Velká ryba nebo horor Texaský masakr motorovou pilou, v televizní tvorbě první řada seriálu Temný případ (True Detective). Specifické projevy má žánr v hudbě, kde tak bývá označována určitá výspa country (užívají se též pojmy gothic americana nebo dark country).